# Batalla del Vingeanne
La batalla de Vingeanne fue un enfrentamiento militar librado en el 52 a. C. durante la Guerra de las Galias entre las legiones de la República romana y las tribus galas.

## Antecedentes
Después de su derrota en Gergovia, el procónsul Cayo Julio César marchó al norte para unirse con su legado Tito Labieno en Avrolles (antigua Eburobriga), cerca de Sens (Agendico), su base de operaciones, al sur de donde confluyen los ríos Armançon (Acceicam o Acciacum en latín) y Yonne (Icauna). No permanecieron ahí y fueron al este, a tierras de los lingones y luego al hogar de los sécuanos. Vercingétorix quería atacar la provincia romana de la Galia Narbonense, defendida por apenas 22 cohortes distribuidas por la frontera. Sin embargo, gracias a los 10.000 guerreros que los alóbroges pusieron a las órdenes de Lucio Julio César se controlaban los pasos alpinos. El procónsul buscaba una zona donde retirarse para poder defender las provincias que gobernaba antes de contraatacar.
Vercingétorix venía siguiendo a César, pero después que los eduos, aliados de los romanos, desertaron a su causa, tomó rumbo a Bibracte. El procónsul había enviado a sus mercenarios germánicos, recientemente contratados y por tanto es probable que Vercingétorix no supiera de ellos, a explorar el territorio y marchó al sudeste, hacia valle del Vingeanne (afluente occidental del Saona, Arar). El caudillo galo volvió a su persecución con sus guerreros creyendo que los romanos estaban abandonando la Galia, así que debió convencer a los jefes en un consejo de atacar a los romanos, pues si César lograba mantener a su ejército intacto pronto volvería con refuerzos.

## Batalla
Vercingétorix estableció tres campamentos al otro lado del Vingeanne para pasar la noche. Unas posiciones fuertes sobre los montes de Sacquenay. Las legiones se aproximaban sin saber del peligro. A la mañana siguiente los romanos reanudaron la marcha en columna y los celtas formaron su caballería en tres formaciones, una bloqueando su avance y otras dos ocultas para atacarlos por los lados. Vercingétorix confiaba mucho en el número y calidad de esas tropas. Su infantería estaba en la otra orilla del río. Preparaban una emboscada, pero estaban muy ansiosos y atacaron antes de tiempo. El procónsul fue tomado por sorpresa, encontrándose en su camino, en una planicie abierta, con una división celta bloqueando su camino, pronto sus flancos fueron embestidos.
César hizo que su vanguardia se agrupara en tres unidades para contener el ataque mientras dejaba a su bagaje entre sus legiones. Probablemente hizo formar sus legiones en una línea triple, listas para el combate, aunque no participaron. La infantería celta tampoco tomó parte aunque si la infantería auxiliar romana. Finalmente, la caballería germánica hizo retroceder a su contrapartida celta de la derecha hasta su infantería. Pronto el resto de los galos se retiraron dejando muchos muertos.

## Consecuencias
Fueron capturados y llevados al procónsul tres nobles eduos: Coto, jefe de su caballería, Cavarillo, jefe de su infantería, y Eporédorix, líder de su pueblo en la guerra con los sécuanos anterior al arribo de César. Tras la derrota, Vercingétorix ordenó a su infantería y bagaje retirarse y decidió buscar refugio en Alesia, lo que resultaría un error fatal. César no hizo mayores esfuerzos por capturar el lento tren de bagaje enemigo.
Las tácticas fabianas aplicadas por Vercingétorix habían resultado en un gran éxito, pero al enfrentar en campo abierto a las poderosas legiones y sus auxiliares germánicos había cometido un error; simplemente no podía vencerlas así. La victoria llegó en el momento más necesario para César. Hasta entonces estaba retirándose a su provincia para defenderla de una previsible invasión y desde allí iniciar la reconquista, pero gracias al hábil manejo de su caballería y darle el apropiado apoyo de su infantería, forzaba al enemigo a retirarse y aseguraba sus comunicaciones con territorio romano. Decidió no seguir la retirada, sabedor que sus cohortes podrían defenderse solas y ahora podía tomar la ofensiva.

### Clásicas
- Cayo Julio César. Comentarios sobre la guerra de las Galias . Traducción latín-inglés por W. A. McDevitte & W. S. Bohn. 1ª edición. Nueva York: Harper & Brothers, 1869. Harper's New Classical Library. Digitalizado el Libro VII en Perseus. Versión en latín en The latin library.

### Modernas
- Davis, Paul K. (1999). 100 Decisive Battles: From Ancient Times to the Present. Oxford University Press. ISBN 9780195143669.
- Davis, Paul K. (2001). Besieged: An Encyclopedia of Great Sieges from Ancient Times to the Present. ABC-CLIO. ISBN 9781576071953.
- Dodge, Theodore Ayrault (1900). Caesar: a history of the art of war among the Romans down to the end of the Roman empire, with a detailed account of the campaigns of Caius Julius Caesar. Boston: Houghton, Mifflin & Company.
- Goudineau, Christian; Vincent Guichard; Michel Reddé; Susanne Sievers & Henry Soulhol (2003). Caesar und Vercingetorix. Maguncia: Verlag Philip von Zabern. ISBN 3-8053-2629-7.
- Holmes, Thomas Rice (1931). Caesar's Conquest of Gaul. Oxford University Press & Clarendon press.

- Datos: Q2236672
- Multimedia: Battle of Vingeanne / Q2236672